# Hugo Fernández Faingold

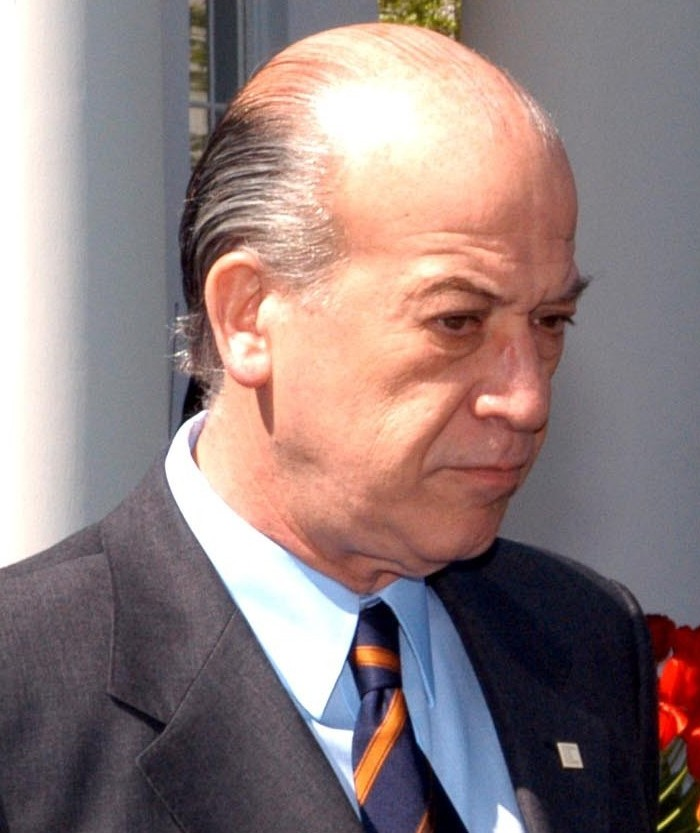
Hugo Fernández Faingold, vor 2004

Hugo Fernández Faingold (* 1. März 1947 in Montevideo; † 22. Mai 2025) war ein uruguayischer Politiker.
Der der Partido Colorado angehörige Fernández Faingold war im Zeitraum vom 3. Oktober 1998 bis zum 1. März 2000 Vizepräsident von Uruguay.
Vom 1. März 1985 bis zum 5. Juni 1989 hatte er zudem die Leitung des Arbeitsministeriums des Landes inne.
Darüber hinaus war er in zwei Amtszeiten (15. Februar 1995 bis 1. März 1995 und 3. Oktober 1998 bis 15. Februar 2000) als Senatspräsident von Uruguay tätig.